# 18 april
18 april is de 108ste dag van het jaar (109de dag in een schrikkeljaar) in de gregoriaanse kalender. Hierna volgen nog 257 dagen tot het einde van het jaar.

## Gebeurtenissen
- Algemeen
  - 796 - Koning Æthelred I van Northumbria wordt door Angelsaksische edelen (ealdorman) vermoord.
  - 1899 - Oprichting van de Nederlandse Adelsvereniging (NAV).
  - 1904 - In Parijs verschijnt het socialistische dagblad L'Humanité voor het eerst.
  - 1906 - San Francisco wordt getroffen door een zware aardbeving.
  - 1929 - Het Paleis voor Volksvlijt in Amsterdam wordt door een grote brand verwoest.
  - 1972 - Een New Yorkse rechter beslist dat Vera de Vries, alias Xaviera Hollander, de Verenigde Staten moet verlaten.
  - 1996 - 18 toeristen worden gedood en 15 gewond bij een bomaanslag bij de piramides van Gizeh.
  - 2000 - Robert Lee Yates wordt gearresteerd op beschuldiging van moord op een tienerhoertje. Later zou hij nog eens dertien moorden bekennen.

- Kunst en cultuur
  - 1983 - De zwarte Amerikaanse Alice Walker krijgt de Pulitzerprijs voor haar boek The Color Purple.

- Media
  - 1960 - Eerste testuitzending van de V.R.O.N. (=Radio Veronica).
  - 2006 - Radiozender Yorin FM wordt omgedoopt tot Caz!.
  - 2019 - Noord-Iers journaliste Lyra McKee (29) wordt tijdens haar werk doodgeschoten bij rellen in Londonderry.

- Oorlog
  - 1942 - De Doolittle Raid op Japan vindt plaats waarbij Tokio voor het eerst wordt gebombardeerd door B-25's.
  - 1943 - De Japanse admiraal Isoroku Yamamoto vindt de dood wanneer zijn vliegtuig tijdens operatie Vengeance wordt neergehaald.
  - 1983 - 63 mensen komen om bij een zelfmoordaanslag op de Amerikaanse ambassade in Beiroet.
  - 1988 - De VS valt Iraanse olieplatforms en schepen in de Perzische Golf aan als reactie op het uitzetten van mijn (explosief)en door Iran.
  - 1988 - De Jeruzalemse rechtbank wijst "zonder enige twijfel" de Oekraïner John Demjanjuk aan als de oorlogsmisdadiger bijgenaamd "Ivan de Verschrikkelijke" uit het nazi-concentratiekamp Treblinka.

- Politiek
  - 1809 - Tilburg verkrijgt stadsrechten van toenmalig koning Lodewijk Napoleon Bonaparte, vorst van het koninkrijk Holland.
  - 1853 - Het Ministerie-Thorbecke I dient zijn ontslag in aan Willem III na een buitenparlementaire petitie van ongeveer 50.000 handtekeningen van de zogenaamde Aprilbeweging, die openlijk wordt gesteund door de koning, tegen het herstel van de bisschoppelijke hiërarchie in Nederland.
  - 1935 - Bij de Provinciale Staten-verkiezingen behaalt de NSB 7,9 procent van de stemmen. In Den Haag scoort de partij van Anton Mussert zelfs 12 procent.
  - 1949 - De nieuwe Ierse republiek Eire/Erin verbreekt de banden met het Britse Gemenebest.
  - 1951 - Frankrijk, West-Duitsland, Italië en de Benelux vormen de EGKS of Europese Gemeenschap voor Kolen en Staal (zie ook Europese Unie).
  - 1955 - De term derde wereld wordt voor het eerst gebruikt door de Indonesische president Soekarno tijdens een speech.
  - 1973 - In Den Haag vindt een grootse demonstratie plaats op het Binnenhof tegen het voorgenomen verbod op commerciële radio vanaf zee, en Radio Veronica in het bijzonder.
  - 1978 - Voorzitter van de Tweede Kamer in Nederland Anne Vondeling ontvangt 1,2 miljoen handtekeningen van het comité 'Stop de Neutronenbom'.
  - 1980 - Rhodesië wordt onafhankelijk en krijgt een nieuwe naam: Zimbabwe. Canaan Banana wordt de eerste president van de nieuwe staat, Robert Mugabe de eerste premier.
  - 1993 - Bij een confrontatie tussen het Senegalese leger en opstandelingen in de streek Casamance in het zuiden van het land komen volgens militaire bronnen tientallen mensen om het leven.
  - 2025 - Partijleider Pieter Omtzigt van NSC stapt per direct uit de politiek. Hij was meer dan 21 jaar lid van de Tweede Kamer.
- Religie
  - 1506 - Paus Julius II legt de eerste steen voor de nieuwbouw van de Sint-Pietersbasiliek in Rome.
  - 1655 - Kroning van paus Alexander VII in Rome.
  - 1906 - De Gereformeerde Bond wordt binnen de Nederlandse Hervormde Kerk opgericht.
  - 1909 - Jeanne d'Arc wordt in Rome zalig verklaard.
  - 2005 - In de Sixtijnse Kapel begint het conclaaf om de opvolger van paus Johannes Paulus II te kiezen.

- Sport
  - 1916 - Oprichting van de Mexicaanse voetbalclub CF Atlante.
  - 1926 - Oprichting van de Ecuadoraanse voetbalclub Club 9 de Octubre.
  - 1969 - De Vlaamse wielrenner Guido Reybrouck wint de vierde editie van Nederlands enige wielerklassieker, de Amstel Gold Race.
  - 1978 - De Belg Eddy Merckx rijdt zijn laatste wielerwedstrijd: de Omloop van het Waasland.
  - 1982 - De Nederlandse wielrenner Jan Raas wint de klassieker Parijs-Roubaix.
  - 1984 - In het boksen wordt de Belg Jean-Marc Renard Europees kampioen in het superpluimgewicht.
  - 1998 - Opening van het Akerstadion, een voetbalstadion in de Noorse stad Molde.
  - 2004 - De Italiaan Davide Rebellin wint de 39e editie van de Amstel Gold Race.
  - 2005 - De Amerikaan Lance Armstrong maakt bekend te zullen stoppen met wielrennen na de Tour van dat jaar.
  - 2007 - De Franse voorzitter Michel Platini van de Europese voetbalbond UEFA maakt in Cardiff bekend dat het EK voetbal 2012 is toegewezen aan Oekraïne en Polen.
  - 2015 - De Nederlandse voetbalclub PSV wordt voor de 22e keer in de clubhistorie, na zeven jaar lang "droog" te hebben gestaan, kampioen van de Nederlandse Eredivisie.

- Wetenschap en technologie
  - 1853 - In Azië rijdt de eerste trein tussen Bombay en Tanna.
  - 2014 - Ontdekking van de exoplaneet Kepler-186f.
  - 2014 - Vanwege het opraken van brandstof komt er na ongeveer 7 maanden een einde aan NASA's LADEE (Lunar Atmosphere and Dust Environment Explorer) missie. Het ruimtevaartuig is opzettelijk in botsing met de maan gebracht met als resultaat een krater van ongeveer 3 meter groot.[1]
  - 2021 - De periodieke komeet 16P/Brooks bereikt het perihelium van zijn baan rond de zon tijdens deze verschijning.[2]

## Geboren

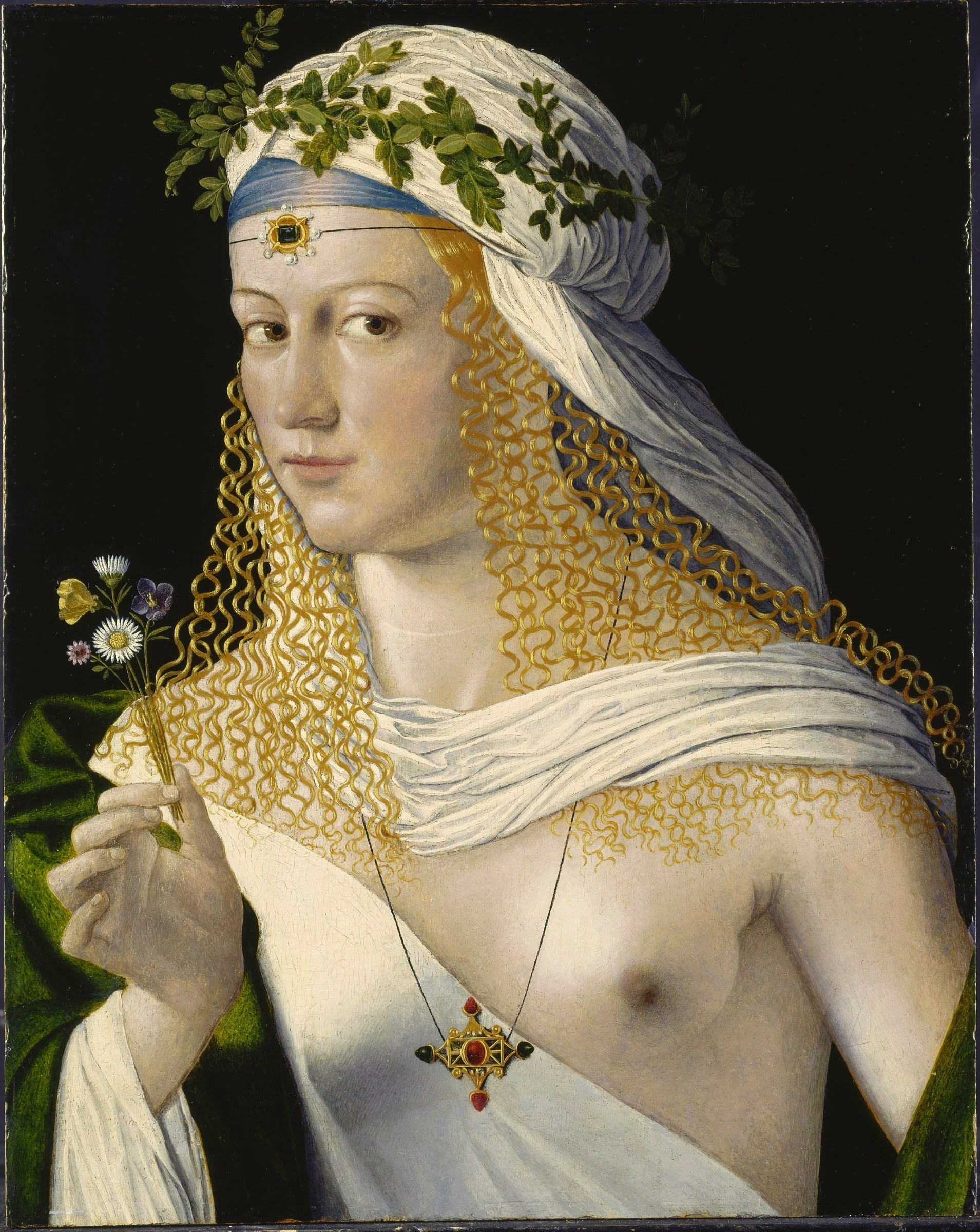
Lucrezia Borgia
geboren in 1480

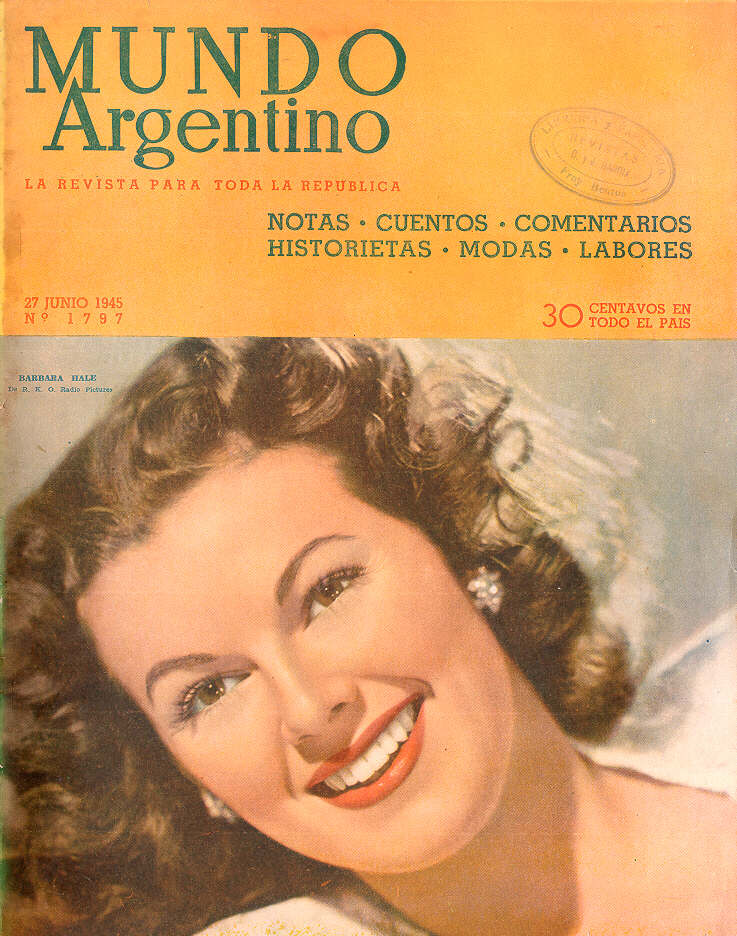
Barbara Hale
geboren in 1922

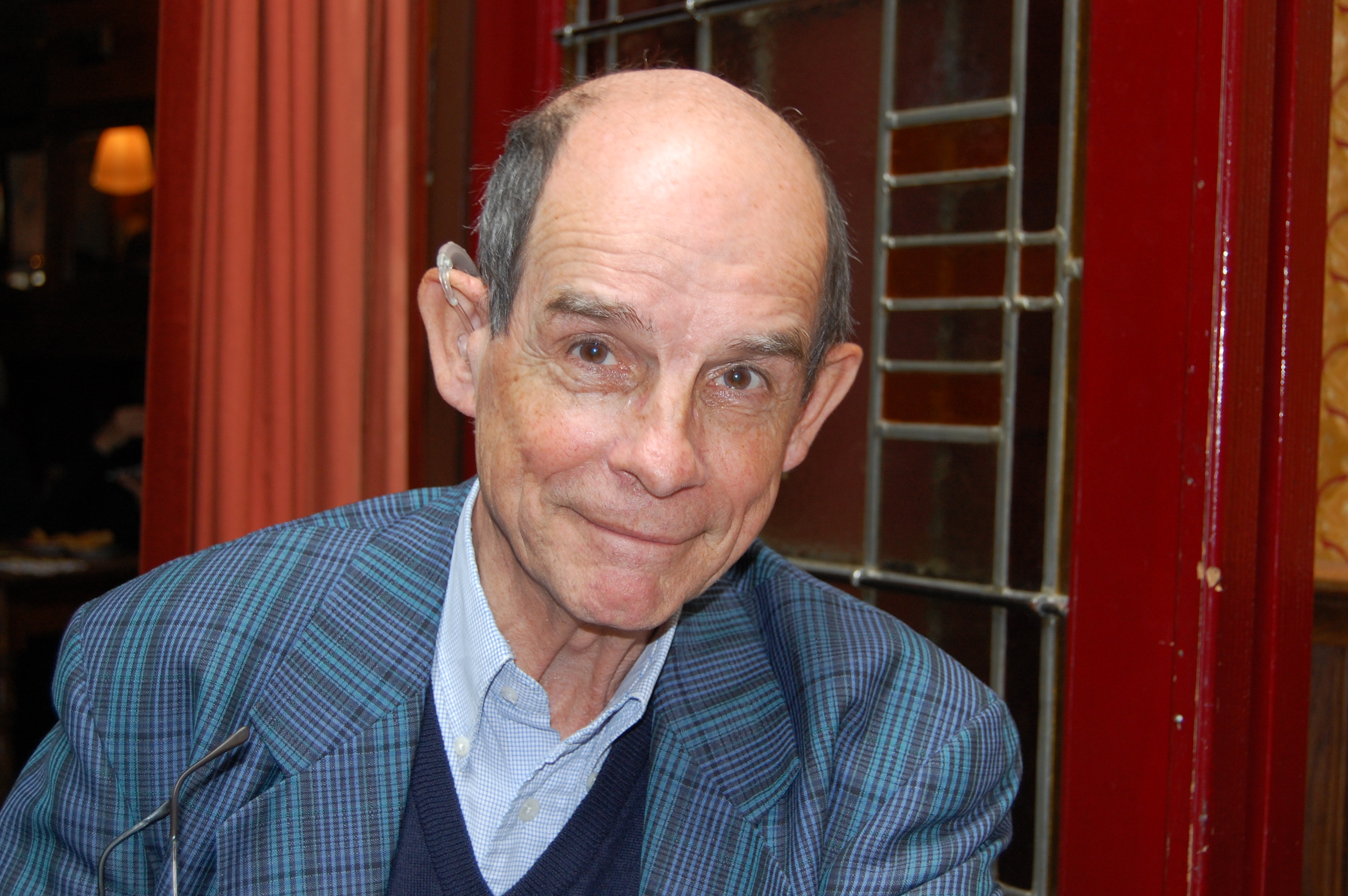
Jaap Fischer
geboren in 1938

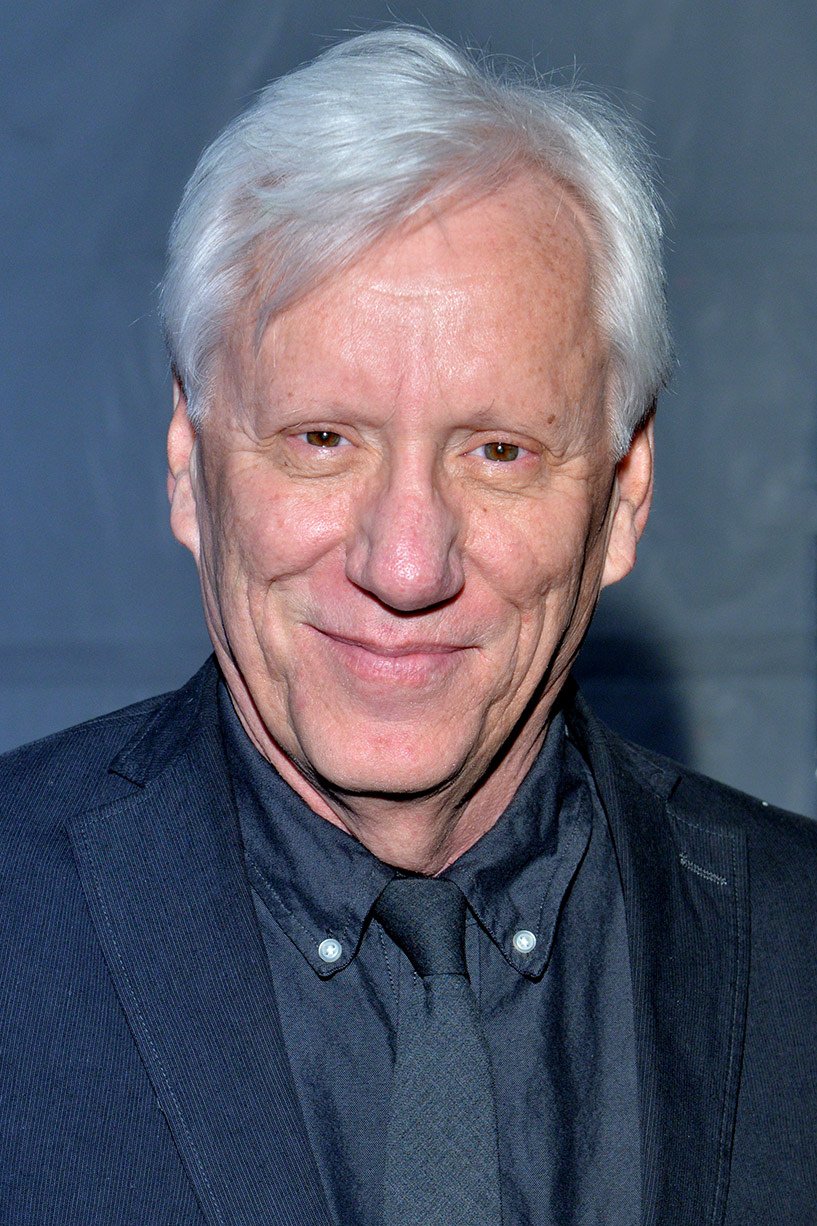
James Woods
geboren in 1947

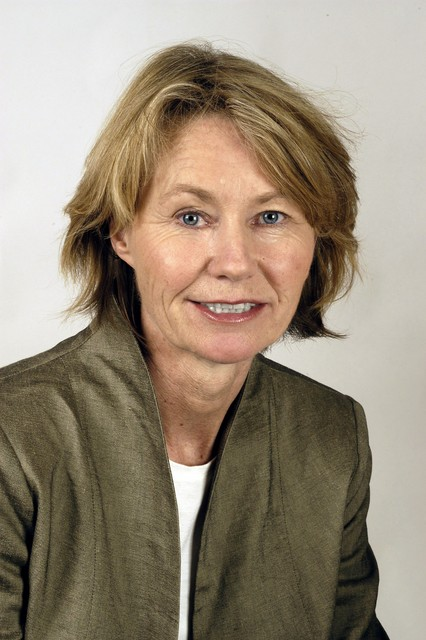
Francine Giskes
geboren in 1951

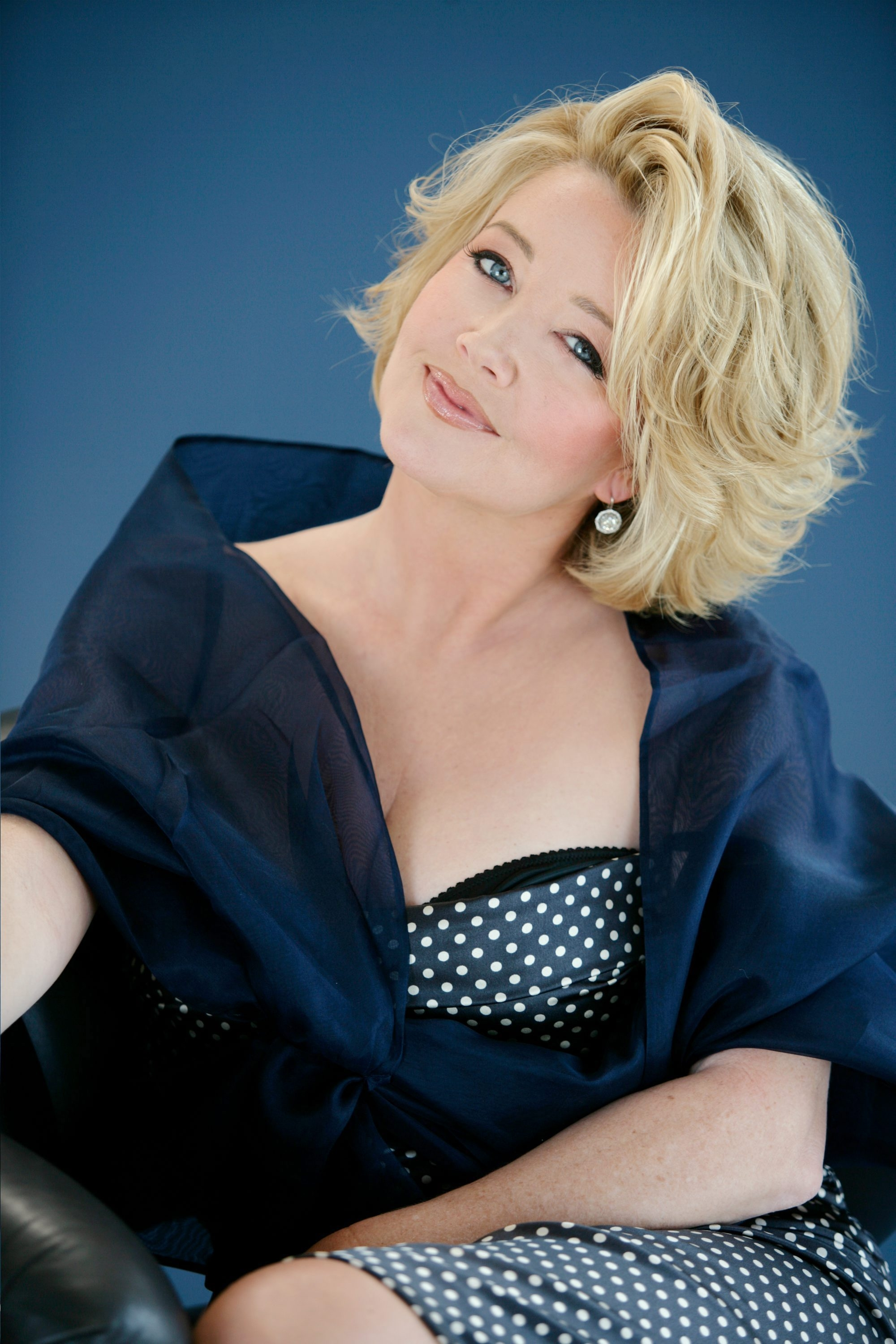
Melody Thomas Scott
geboren in 1956

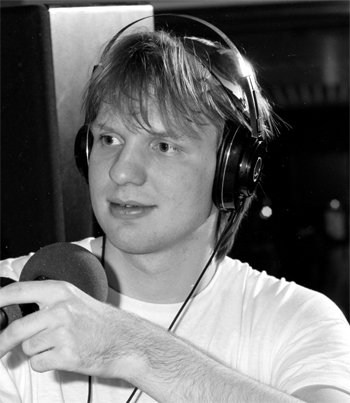
Rob Stenders
geboren in 1965

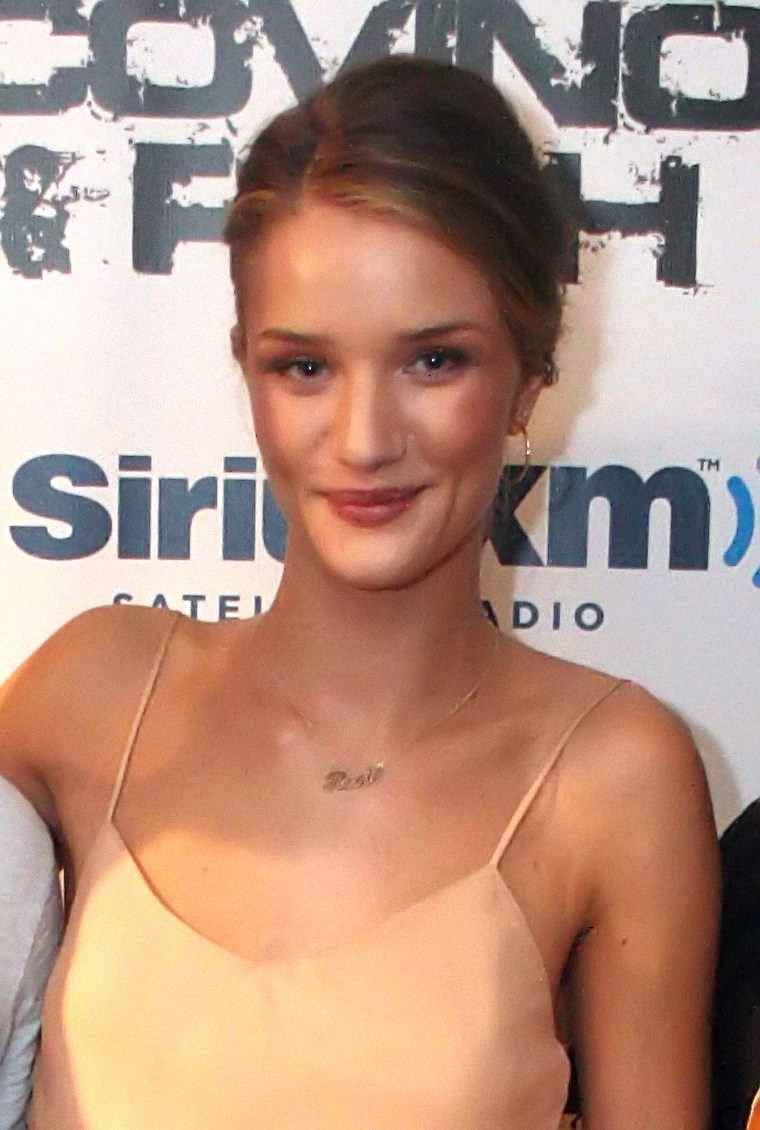
Rosie Huntington-Whiteley
geboren in 1987

- 359 - Gratianus, Romeins keizer (overleden 383)
- 1115 - Gertrude van Saksen, Markgravin-gemalin van Oostenrijk (overleden 1143)
- 1480 - Lucrezia Borgia, telg uit het beruchte geslacht Borgia en dochter van paus Alexander VI (overleden 1519)
- 1503 - Hendrik II van Navarra, koning van Navarra, Graaf van Armagnac en Périgord (overleden 1555)
- 1817 - George Henry Lewes, Engels filosoof en criticus (overleden 1878)
- 1818 - Achille Villa, Frans politicus en bankier (overleden 1901)
- 1819 - Carlos Manuel de Céspedes, Cubaans revolutionair (overleden 1874)
- 1819 - Franz von Suppé, Oostenrijks operettecomponist (overleden 1895)
- 1844 - Marian Emma Chase, Brits kunstschilder en aquarellist (overleden 1905)
- 1855 - Abraham Bredius, Nederlands Rembrandtkenner, schilderijenverzamelaar en museumdirecteur (overleden 1946)
- 1859 - Eduard Cuypers, Nederlands architect (overleden 1927)
- 1863 - Leopold Berchtold, Oostenrijk-Hongaars politicus (overleden 1942)
- 1868 - Gerrit Jacob Boekenoogen, Nederlands taalkundige (overleden 1930)
- 1882 - Leopold Stokowski, Brits dirigent (overleden 1977)
- 1884 - Jaan Anvelt, Estisch communistisch politicus (overleden 1937)
- 1884 - Magda Janssens, Nederlands actrice (overleden 1973)
- 1893 - Igo Gruden, Sloveens dichter en jurist (overleden 1948)
- 1898 - Elene Achvlediani, Georgisch kunstschilderes (overleden 1975)
- 1902 - Giuseppe Pella, Italiaans staatsman (overleden 1981)
- 1903 - Philippe Coenjaerts, Belgisch atleet (overleden 1991)
- 1905 - George H. Hitchings, Amerikaans arts (overleden 1998)
- 1906 - Clara Eggink, Nederlands dichteres (overleden 1991)
- 1907 - Miklós Rózsa, Hongaars-Amerikaans componist (overleden 1995)
- 1909 - Joyce Cooper, Brits zwemster (overleden 2002)
- 1909 - Dolph van der Scheer, Nederlands schaatser (overleden 1966)
- 1914 - Claire Martin, Canadees schrijfster (overleden 2014)
- 1915 - Joy Davidman, Amerikaans dichter (overleden 1960)
- 1915 - Edmond Leburton, Belgisch premier (overleden 1997)
- 1918 - Gabriel Axel, Deens filmregisseur (overleden 2014)
- 1918 - Dick Frazier, Amerikaans autocoureur (overleden 1995)
- 1918 - Claudio Teehankee sr., opperrechter Filipijns hooggerechtshof (overleden 1989)
- 1919 - Vondell Darr, Amerikaans (kind)actrice (overleden 2012)
- 1919 - Jacob Luitjens, Nederlands collaborateur tijdens de Tweede Wereldoorlog (overleden 2022)
- 1922 - Barbara Hale, Amerikaans actrice (overleden 2017)
- 1923 - Gershon Edelstein, Israëlisch rabbijn en spiritueel leider (overleden 2023)
- 1924 - Piet Spel, Nederlands voetballer (overleden 2007)
- 1924 - Anna Van Marcke, Belgisch kanovaarster (overleden 2012)
- 1925 - Jan Kleyn, Nederlands atleet (overleden 2009)
- 1927 - Samuel Huntington, Amerikaans politicoloog (overleden 2008)
- 1927 - Tadeusz Mazowiecki, Pools schrijver en politicus (overleden 2013)
- 1928 - Howard Becker, Amerikaans socioloog (overleden 2023)
- 1928 - Otto Piene, Duits kunstenaar (overleden 2014)
- 1928 - Mikio Sato, Japans wiskundige (overleden 2023)
- 1928 - Alex Wilequet, Belgisch acteur (overleden 2025)
- 1930 - Michel Didisheim, Belgisch kabinetschef en bestuurder (overleden 2020)
- 1930 - Herman Krikhaar, Nederlands kunstschilder (overleden 2010)
- 1930 - Liviu Librescu, Roemeens-Israëlisch wetenschapper (overleden 2007)
- 1930 - Ingeborg Uijt den Bogaard, Nederlands actrice (overleden 2021)
- 1931 - Etienne Cerexhe, Belgisch hoogleraar en senator (overleden 2020)
- 1931 - Klas Lestander, Zweeds biatleet (overleden 2023)
- 1934 - Begga D'Haese, Belgisch beeldhouwster (overleden 2023)
- 1934 - James Drury, Amerikaans acteur (overleden 2020)
- 1934 - Maurice Meuleman, Belgisch wielrenner (overleden 1998)
- 1934 - Jaap Scherpenhuizen, Nederlands politicus (overleden 2012)
- 1934 - Piet ten Thije, Nederlands zwemmer (overleden 2015)
- 1937 - Jan Kaplický, Tsjechisch-Brits architect (overleden 2009)
- 1937 - E.P. Sanders, Amerikaans theoloog (overleden 2022)
- 1938 - Hannes Androsch, Oostenrijks ondernemer en politicus (overleden 2024)
- 1938 - Hugo Dellas, Belgisch zanger en acteur (overleden 2021)
- 1938 - Jaap Fischer / Joop Visser, Nederlands chansonnier
- 1939 - Tony MacMahon, Iers accordeonspeler (overleden 2021)
- 1940 - Nouchka van Brakel, Nederlands regisseuse
- 1940 - Carin Cone, Amerikaans zwemster
- 1940 - Ira von Fürstenberg, Italiaans actrice en juwelenontwerpster (overleden 2024)
- 1940 - Joseph Goldstein, Amerikaans wetenschapper
- 1940 - Jaak Lipso, Estisch basketbalspeler (overleden 2023)
- 1940 - Stanley Rensch, Surinaams mensenrechtenactivist (overleden 2024)
- 1941 - John Hurley, Amerikaans zanger en songwriter (overleden 1986)
- 1942 - Jochen Rindt, Oostenrijks autocoureur (overleden 1970)
- 1942 - Dick Tommel, Nederlands politicus (overleden 2023)
- 1943 - Jan Thijssen, Nederlands archeoloog (overleden 2016)
- 1944 - Robert Hanssen, Amerikaans FBI-agent en KGB-spion (overleden 2023)
- 1944 - Philip Jackson, Engels beeldhouwer
- 1944 - Albin Planinc, Sloveens schaakgrootmeester (overleden 2008)
- 1946 - Luc Martens, Belgisch politicus
- 1946 - Hayley Mills, Brits actrice
- 1946 - Henk G. van Putten, Nederlands organist
- 1947 - Guy Goffette, Belgisch dichter en schrijver (overleden 2024)
- 1947 - Cindy Pickett, Amerikaans actrice
- 1947 - James Woods, Amerikaans acteur
- 1948 - Ing Yoe Tan, Nederlands politica (overleden 2020)
- 1948 - Coosje Wijzenbeek, Nederlands violiste en viooldocente (overleden 2021)
- 1949 - Peter Caffrey, Iers acteur (overleden 2008)
- 1949 - Bengt Holmström, Fins econoom
- 1949 - Piet Hein Streutgers, Nederlands golfer
- 1951 - Francine Giskes, Nederlands politica
- 1951 - Gerdi Verbeet, Nederlands politica en Tweede Kamervoorzitter
- 1951 - Angela Voigt, Oost-Duits verspringster (overleden 2013)
- 1952 - Piet Keizer, Nederlands gitarist en zanger
- 1952 - Jan Versteegt, Nederlands weerman (overleden 2025)
- 1953 - Dominique D'Onofrio, Belgisch voetbaltrainer (overleden 2016)
- 1953 - Jan Heijkoop, Nederlands politicus en bestuurder
- 1953 - Bernt Johansson, Zweeds wielrenner
- 1953 - Rick Moranis, Amerikaans acteur
- 1954 - Hans Liberg, Nederlands cabaretier en muzikant
- 1954 - Jean-Claude Selini, Frans motorcoureur
- 1955 - Ola Bremnes, Noors musicus, auteur en troubadour
- 1956 - Anna Kathryn Holbrook, Amerikaans actrice
- 1956 - Eric Roberts, Amerikaans acteur
- 1956 - Melody Thomas Scott, Amerikaans actrice
- 1957 - Marc Duez, Belgisch autocoureur
- 1959 - Theo Weterings, Nederlands burgemeester
- 1960 - Christopher Stevens, Amerikaans advocaat en diplomaat (overleden 2012)
- 1961 - Élisabeth Borne, Frans politica; premier 2022-24
- 1961 - Franco Cesarini, Zwitsers componist en dirigent
- 1961 - Dirk Crois, Belgisch roeier, roeicoach en sportbestuurder
- 1961 - Jane Leeves, Brits actrice
- 1962 - Viggo Waas, Nederlands cabaretier en acteur
- 1963 - Conan O'Brien, Amerikaans talkshowpresentator
- 1963 - Jan Ykema, Nederlands schaatser
- 1964 - Zazie, Frans singer-songwriter
- 1964 - Skadi Walter, Duits schaatsster (overleden 2023)
- 1965 - Rob Stenders, Nederlands diskjockey
- 1966 - Trine Hattestad, Noors atlete
- 1967 - Paul Jones, Welsh voetballer
- 1968 - David Hewlett, Engels-Canadees acteur
- 1969 - Robert Změlík, Tsjecho-Slowaaks/Tsjechisch atleet
- 1970 - Lisa LoCicero, Amerikaans actrice
- 1970 - Heike Friedrich, Oost-Duits zwemster
- 1970 - Jens Rohde, Deens politicus
- 1971 - David Tennant, Schots acteur
- 1972 - Roeland Fernhout, Nederlands acteur
- 1972 - Annette Sekrève, Nederlands prinses
- 1973 - Haile Gebrselassie, Ethiopisch langeafstandsloper
- 1974 - Dimitri Leue, Belgisch acteur
- 1976 - Melissa Joan Hart, Amerikaans actrice
- 1977 - Hassan El Fakiri, Noors voetballer
- 1977 - Jonathan Rowson, Brits schaker
- 1978 - Paul Biwott, Keniaans atleet
- 1979 - Kourtney Kardashian, Amerikaans actrice en modeontwerpster
- 1979 - Pawina Thongsuk, Thais gewichtheffer
- 1981 - Elastinen, Fins hiphop-artiest
- 1982 - Darren Sutherland, Iers bokser (overleden 2009)
- 1983 - François Clerc, Frans voetballer
- 1983 - Freddie Tratlehner, Nederlands rapper
- 1984 - Sjoerd Rensen, Nederlands voetballer
- 1985 - Łukasz Fabiański, Pools voetballer
- 1985 - Karl Reindler, Australisch autocoureur
- 1986 - Guyon Fernandez, Nederlands voetballer
- 1986 - Robbert Schilder, Nederlands voetballer
- 1987 - Rosie Huntington-Whiteley, Engels model
- 1987 - Lizaveta Kuzmenka, Wit-Russisch alpineskiester
- 1987 - Stanislav Lachtjoechov, Russisch zwemmer
- 1989 - Bojan Bogdanović, Kroatisch basketballer
- 1990 - Anna van der Breggen, Nederlands wielrenster
- 1990 - Luca Dotto, Italiaans zwemmer
- 1990 - Johnatan Opoku, Nederlands voetballer
- 1990 - Britt Robertson, Amerikaans actrice
- 1990 - Wojciech Szczęsny, Pools voetballer
- 1991 - Daša Grm, Sloveens kunstschaatsster
- 1991 - Janine Smit, Nederlands schaatsster
- 1992 - Misa Eguchi, Japans tennisspeelster
- 1993 - Stefan Baumeister, Duits snowboarder
- 1993 - Jurriaan Wouters, Nederlands atleet
- 1994 - Moisés Arias, Amerikaans acteur
- 1994 - Michael Gregoritsch, Oostenrijks voetballer
- 1995 - Virginia Gardner, Amerikaans actrice
- 1995 - Divock Origi, Belgisch voetballer
- 1995 - Felipe Pires, Braziliaans voetballer
- 1995 - Yvonne Ploeg, Nederlands voetbalster
- 1996 - Mariah Bell, Amerikaans kunstschaatsster
- 1996 - Denzel Dumfries, Nederlands voetballer
- 1997 - Donny van de Beek, Nederlands voetballer
- 1997 - Jared Schmidt, Canadees freestyleskiër
- 1999 - Michael Andrew, Amerikaans zwemmer
- 1999 - Luguentz Dort, Canadees basketballer
- 2001 - Santiago Giménez, Argentijns-Mexicaans voetballer
- 2002 - Maya Le Tissier, Engels voetbalster
- 2002 - Julian Strawther, Amerikaans basketballer
- 2005 - Rafaela Ferreira, Braziliaans autocoureur
- 2006 - Jade van Hensbergen, Nederlands voetbalster

## Overleden

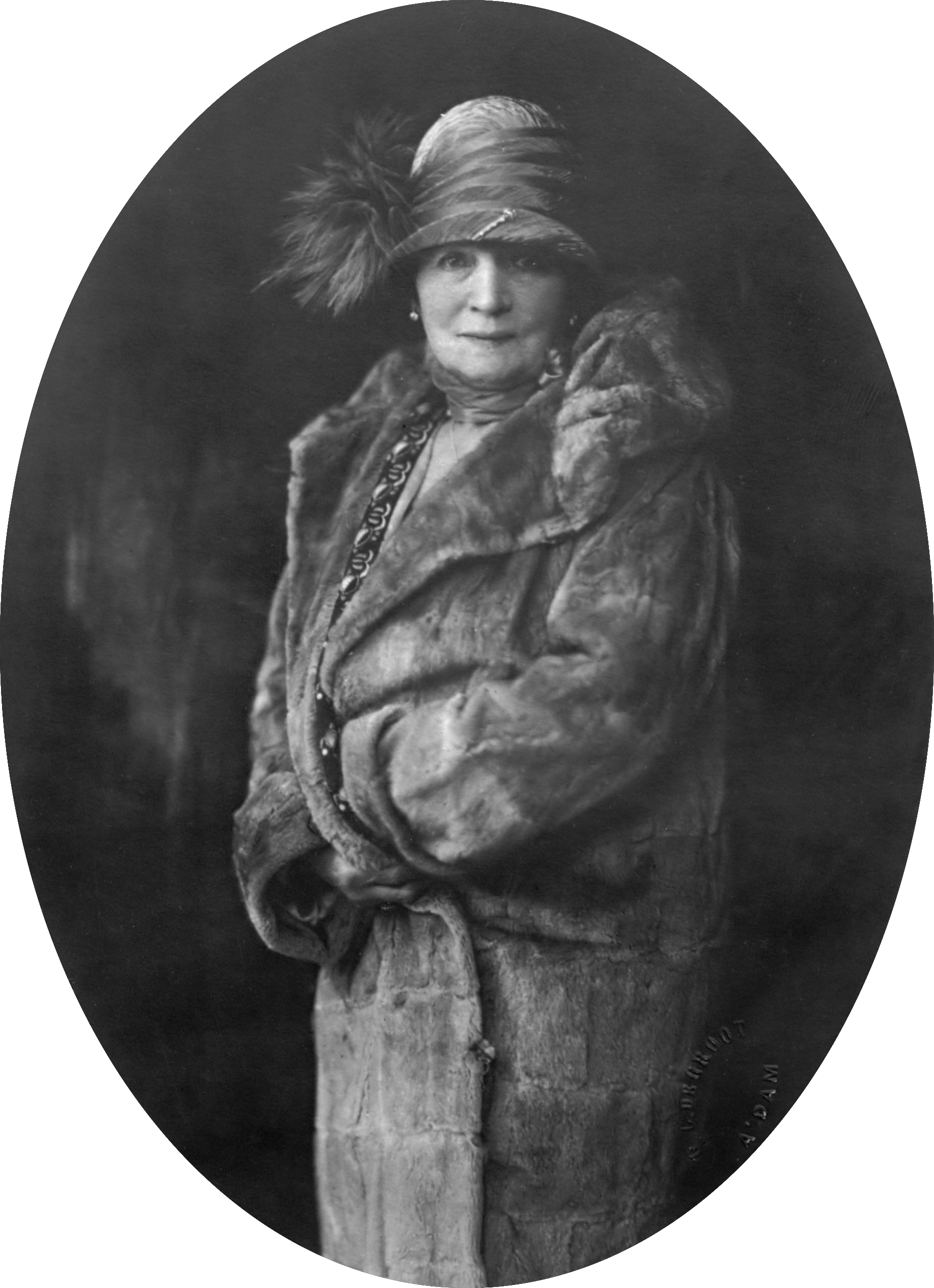
Theo Mann-Bouwmeester
overleden in 1939

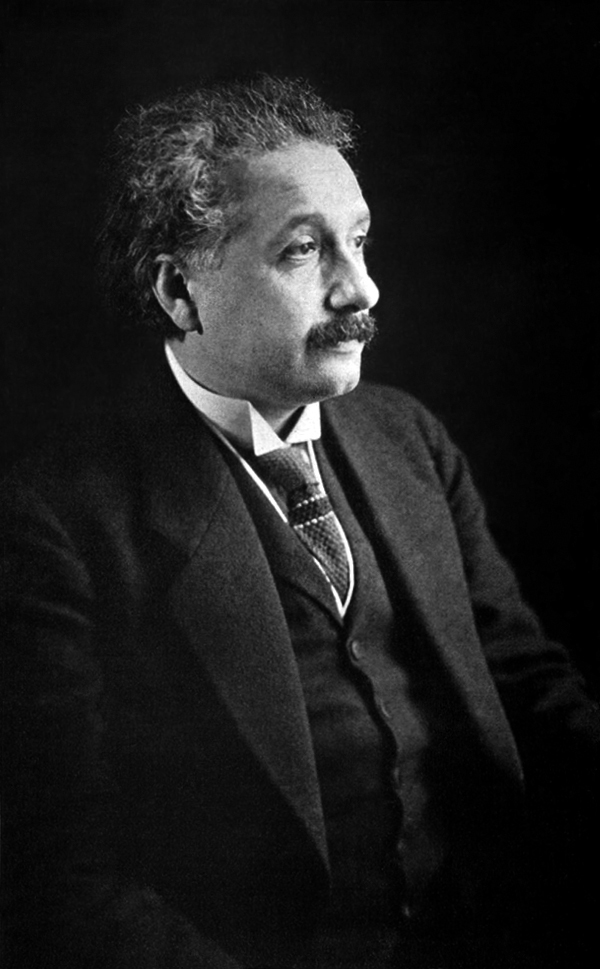
Albert Einstein
overleden in 1955

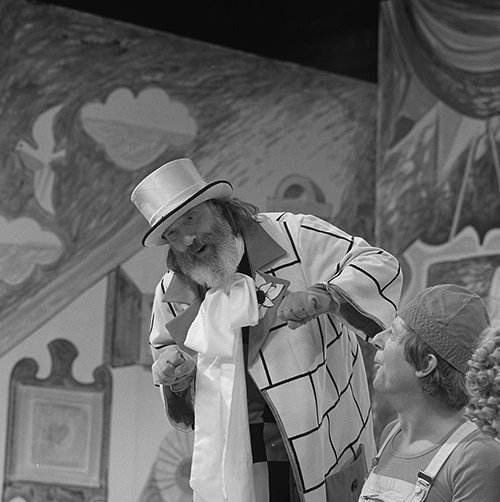
Pieke Dassen
overleden in 2007

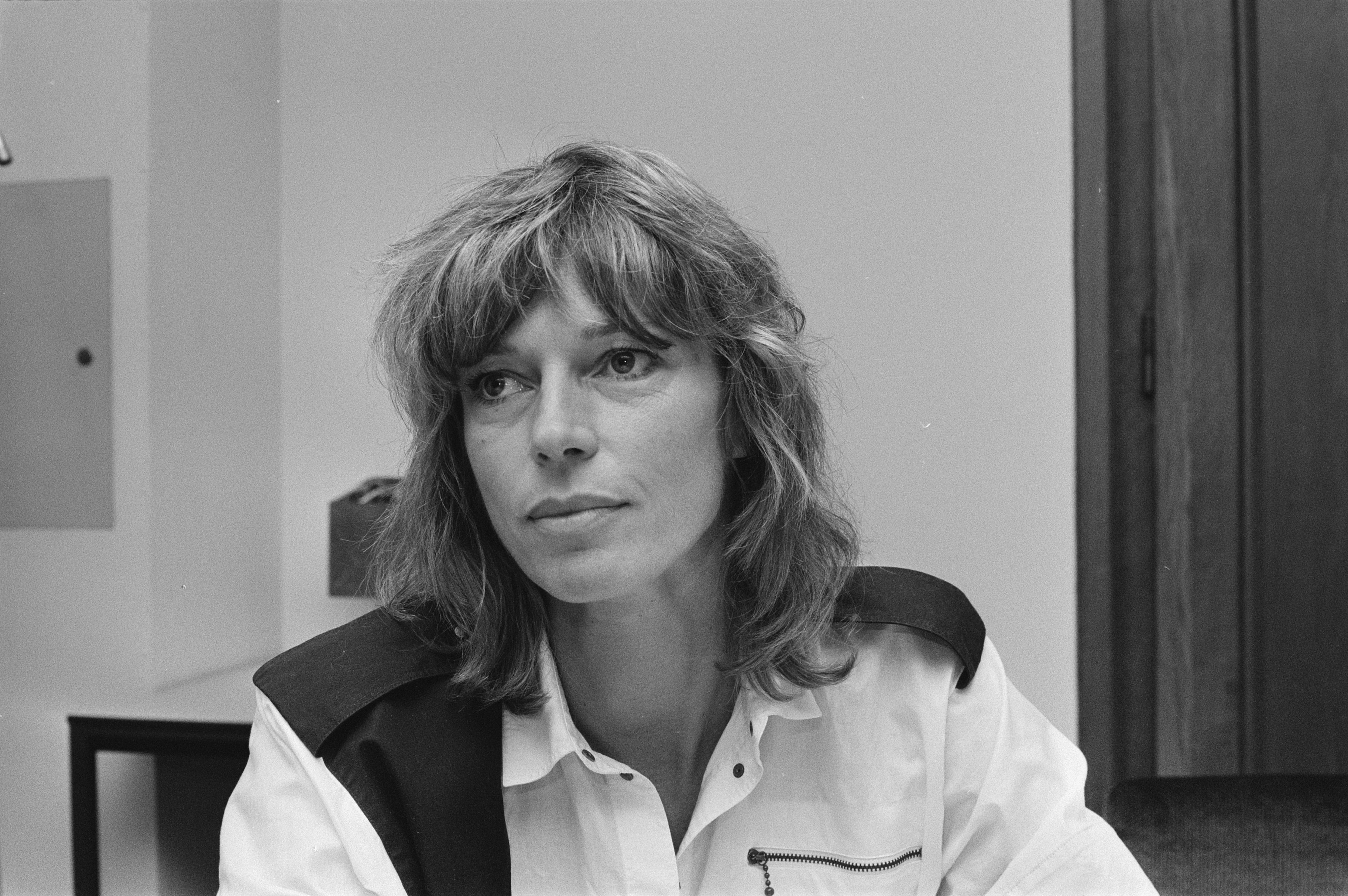
Cox Habbema
overleden in 2016

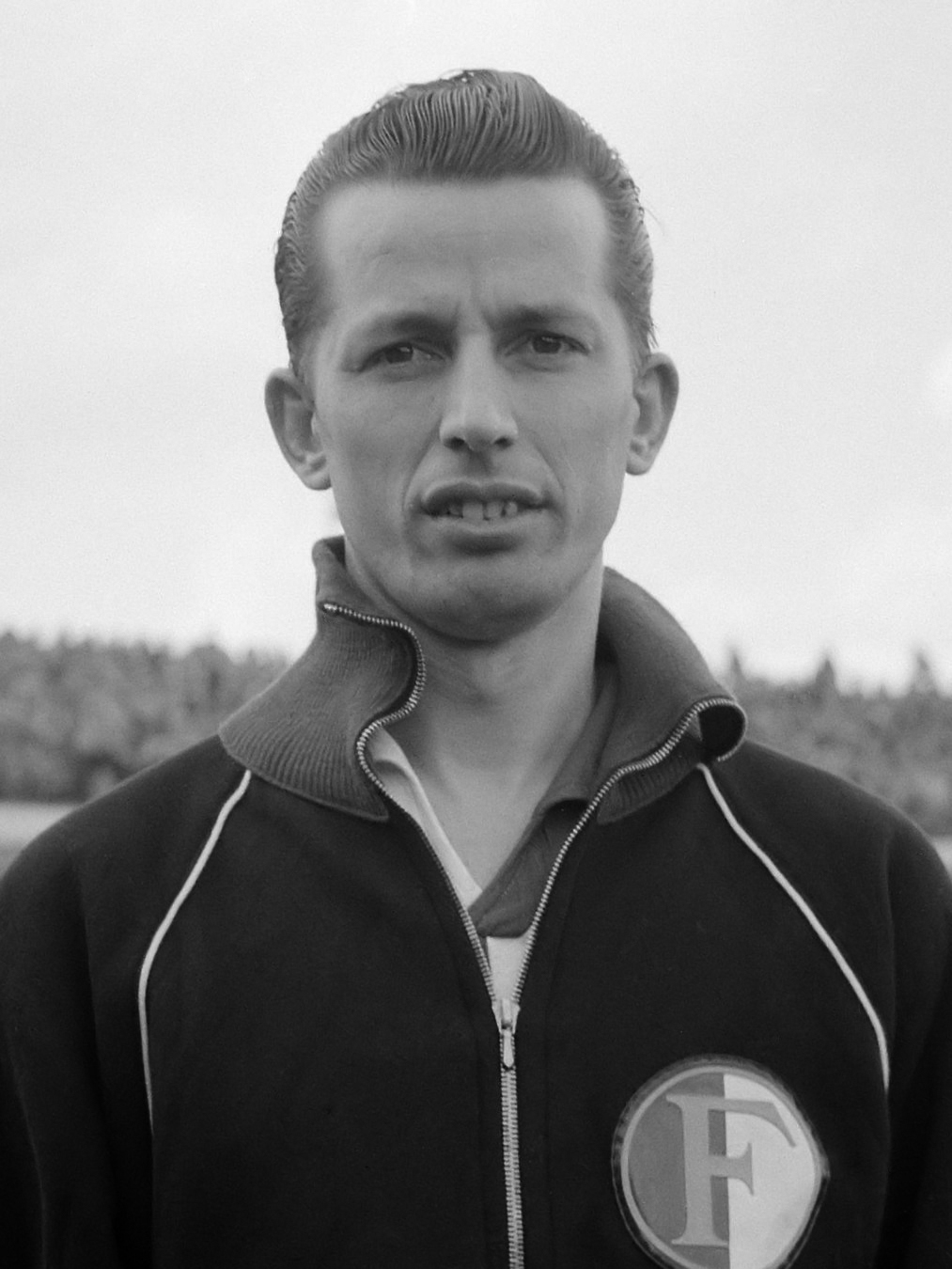
Henk Schouten
overleden in 2018

- 796 - Æthelred I van Northumbria, Angelsaksisch koning
- 1143 - Gertrude van Saksen (28), Markgravin-gemalin van Oostenrijk
- 1167 - Idesbald van der Gracht (±77), Belgisch kanunnik en abt
- 1430 - Johan III van Nassau-Siegen, graaf van Nassau-Siegen
- 1612 - Emanuel van Meteren (76), Nederlands historicus
- 1832 - Jeanne-Élisabeth Chaudet (65), Frans kunstschilder
- 1853 - William Rufus King (84), Amerikaans vicepresident
- 1861 - José Aranguren (60), Spaans aartsbisschop
- 1873 - Justus von Liebig (69), Duits chemicus
- 1898 - Gustave Moreau (72), Frans schilder
- 1928 - Epifanio de los Santos (57), Filipijns wetenschapper, auteur, jurist en kunstenaar
- 1936 - Ottorino Respighi (56), Italiaans componist
- 1937 - Max von Gallwitz (84), Duits generaal
- 1938 - Miguel Oquelí Bustillo (82), Hondurees militair en politicus
- 1939 - Theo Mann-Bouwmeester (88), Nederlands actrice
- 1943 - Isoroku Yamamoto (59), Japans admiraal
- 1945 - John Ambrose Fleming (85), Engels elektrotechnicus en natuurkundige
- 1945 - Ernest Pyle (44), Amerikaans journalist
- 1947 - Jozef Tiso (59), Slowaaks rooms-katholiek geestelijke
- 1951 - Daisy Bates (91), Iers journaliste, antropologe en welzijnswerkster bij de Australische Aborigines
- 1952 - Christiaan Jacobus van Ledden Hulsebosch (75), Nederlands apotheker en politiescheikundige
- 1954 - Denis Verschueren (57), Belgisch wielrenner
- 1955 - Albert Einstein (76), Duits-Zwitsers-Amerikaans theoretisch natuurkundige en uitvinder
- 1957 - Huug de Groot (66), Nederlands voetballer
- 1960 - Nicolaas Wilhelmus Posthumus (80), Nederlands economisch-sociaal historicus
- 1962 - Oscar van Rappard (66), Nederlands atleet
- 1968 - Guilherme Paraense (83), Braziliaans schutter
- 1971 - Désiré Bastin (71), Belgisch voetballer
- 1979 - Pedro Suárez (70), Spaans-Argentijns voetballer
- 1986 - Heinrich Lehmann-Willenbrock (74), Duits onderzeebootkapitein
- 1988 - Antonín Puč (80), Tsjechisch voetballer
- 1990 - Bob Drake (70), Amerikaans autocoureur
- 1990 - Robert D. Webb (87), Amerikaans filmregisseur
- 1993 - Masahiko Kimura (75), Japans judoka
- 1996 - Bernard Edwards (43), Amerikaans bassist, zanger, songwriter en producer
- 1996 - Piet Hein (90), Deens wetenschapper, wiskundige, uitvinder, auteur en dichter
- 1999 - Enrique Hormazábal (68), Chileens voetballer
- 2001 - Gerard Snelder (87), Nederlands architect
- 2001 - Hans Dirk de Vries Reilingh (92), Nederlands geograaf
- 2002 - Thor Heyerdahl (87), Noors antropoloog
- 2003 - Juan Bautista Villalba (78), Paraguayaans voetballer
- 2003 - Ted Codd (79), Brits informaticus
- 2004 - Kamisese Mara (83), premier en later president van Fiji
- 2005 - Norberto Höfling (80), Roemeens voetballer en voetbalcoach
- 2005 - Alis Koekkoek (60), Nederlands hoogleraar staats- en bestuursrecht en politicus
- 2006 - Raúl Corrales (81), Cubaans fotograaf
- 2007 - Pieke Dassen (80), Nederlands acteur en poppenspeler
- 2007 - Itcho Ito (61), Japans burgemeester van Nagasaki
- 2007 - Andrej Kvašňák (70), Slowaaks voetballer
- 2009 - Bruno Adams (45), Australisch rockzanger
- 2009 - Corstiaan Bos (85), Nederlands politicus
- 2009 - Yvon Bourges (87), Frans minister
- 2009 - Toi Aukuso Cain (77), Samoaans politicus
- 2009 - Eddy Dap (75), Surinaams voorman
- 2009 - Yankel Feather (88), Engels kunstschilder
- 2009 - Margarita Linton (83), Argentijns actrice
- 2009 - Stephanie Parker (22), Brits actrice
- 2009 - Whitelaw Reid III (95), Amerikaans krantenuitgever
- 2009 - Elías Wessin y Wessin (85), Dominicaans politicus en 'couppleger'
- 2010 - William Yates (88), Brits politicus
- 2011 - Olubayo Adefemi (25), Nigeriaans voetballer
- 2011 - Mason Rudolph (76), Amerikaans golfer
- 2011 - Giovanni Saldarini (86), Italiaans geestelijke
- 2011 - William Donald Schaefer (89), Amerikaans politicus
- 2013 - Carlos Germonprez (78), Belgisch atleet
- 2013 - Piet Olofsen (78), Nederlands atleet
- 2013 - Tom Parker (68), Brits musicus
- 2013 - Storm Thorgerson (68), Brits kunstenaar en platenhoesontwerper
- 2014 - Ramon Malla Call (91), Spaans bisschop
- 2014 - Dylan Tombides (20), Australisch voetballer
- 2015 - Erwin Waldner (82), Duits voetballer
- 2016 - Cox Habbema (72), Nederlands actrice, regisseur en bestuurder
- 2016 - Johan van Minnen (83), Nederlands journalist en presentator
- 2018 - Bruno Sammartino (82), Italiaans-Amerikaans powerlifter en worstelaar
- 2018 - Henk Schouten (86), Nederlands voetballer
- 2019 - Wim Velema (89), Nederlands theoloog en predikant
- 2019 - Lorraine Warren (92), Amerikaans paranormale onderzoeker en auteur
- 2019 - Siegmar Wätzlich (71), Duits voetballer
- 2020 - Aurelio Campa (86), Spaans voetballer
- 2020 - Martine Crefcoeur (84), Nederlands actrice
- 2020 - Frans Lafortune (87), Belgisch schutter
- 2020 - Bob Lazier (81), Amerikaans autocoureur
- 2020 - Paul O'Neill (84), Amerikaans politicus
- 2020 - Henk van der Pols (96), Nederlands politicus
- 2020 - Willy Quaedackers (82), Nederlands voetballer
- 2021 - Frank McCabe (93), Amerikaans basketballer
- 2022 - Harrison Birtwistle (87), Brits componist
- 2022 - Hermann Nitsch (83), Oostenrijks kunstenaar
- 2023 - Pablo González Casanova (101), Mexicaans socioloog
- 2023 - Albert del Rosario (83), Filipijns diplomaat
- 2024 - Dickey Betts (80), Amerikaans zanger en gitarist
- 2025 - Clodagh Rodgers (78), Brits zangeres

## Viering/herdenking

Onafhankelijkheidsdag Zimbabwe

- Pasen in 1593, 1604, 1677, 1683, 1688, 1745, 1756, 1802, 1813, 1824, 1897, 1954, 1965, 1976.
- Iran - Dag van het Leger
- Zimbabwe - Onafhankelijkheidsdag
- Katholieke kalender:
  - Heilige Aya († c. 714)
  - Heilige Apollonius de Apologist († c. 185)
  - Heilige Eleutherius en Anthia van Dalmatië († c. 138)
  - Heilige Perfectus van Cordobat († 850)
  - Heilige Ursmarus (van Lobbes) († c. 713) - Gedachtenis (in bisdom Brugge en bisdom Gent)
  - Zalige Idesbald van der Gracht († 1167), patroon van de vissers en de Vlaamse adel - Gedachtenis (in bisdom Brugge)
  - Zalige Maria Acarie († 1618)

## Weerextremen

### Nederland
| | Officiële records | Officiële records | Officiële records |      | Landelijke records                 | Landelijke records | Landelijke records |
| Gebeurtenis | Jaar              | Extreem           | Locatie           | Jaar | Extreem                            | Locatie            | |
| --- | ----------------- | ----------------- | ----------------- | ---- | ---------------------------------- | ------------------ | --- |
| Laagste etmaalgemiddelde temperatuur (°C) | 1903              | 2,1               | De Bilt           |      | 1917                               | 1,1                | Maastricht |
| Hoogste etmaalgemiddelde temperatuur (°C) | 1968              | 17,4              | De Bilt           |      | 1949                               | 19,8               | Maastricht |
| Laagste minimumtemperatuur (°C) | 1938              | −2,4              | De Bilt           |      | 1938                               | −3,6               | Maastricht |
| Hoogste minimumtemperatuur (°C) | 1964              | 10,9              | De Bilt           |      | 1964                               | 12,9               | Twenthe |
| Laagste maximumtemperatuur (°C) | 1903              | 5,8               | De Bilt           |      | 1917                               | 3,6                | Maastricht |
| Hoogste maximumtemperatuur (°C) | 1949              | 24,7              | De Bilt           |      | 1949                               | 28,9               | Maastricht |
| Hoogste uurgemiddelde windsnelheid (m/s) | 1908              | 14,4              | De Bilt           |      | 1936                               | 20,6               | De Kooy |
| Hoogste windstoot (m/s) | 2013              | 20,0              | De Bilt           |      | 2013                               | 26,0               | Rotterdam |
| Langste zonneschijnduur (uur) | 2009-2011, 2018   | 12,8              | De Bilt           |      | 2009 2010 2011 2015 2018 2022 2023 | 13,2               | Deelen, De Kooy, Hoorn Terschelling, Leeuwarden, Twenthe, Wilhelminadorp Deelen, Eelde, Eindhoven, Twenthe, Wijk aan Zee Deelen, Eindhoven, Twenthe Berkhout, Stavoren Hoorn Terschelling, Stavoren Lauwersoog Hoorn Terschelling |
| Langste neerslagduur (uur) | 1993              | 13,3              | De Bilt           |      | 1993                               | 14,9               | Rotterdam |
| Hoogste etmaalsom van de neerslag (mm) | 1966              | 15,0              | De Bilt           |      | 1993                               | 16,0               | Heino |
| Laagste etmaalgemiddelde relatieve vochtigheid (%) | 1914              | 41                | De Bilt           |      | 2019                               | 39                 | Deelen |
| Laagste uurwaarde luchtdruk op zeeniveau (hPa) | 2004              | 985,5             | De Bilt           |      | 2004                               | 982,7              | Vlissingen |
| Hoogste uurwaarde luchtdruk op zeeniveau (hPa) | 1939              | 1035,0            | De Bilt           |      | 1939                               | 1036,4             | Vlissingen |
| Officiële records worden altijd gemeten op het KNMI-weerstation in De Bilt. Landelijke records kunnen worden gemeten op elk officieel KNMI-weerstation in Nederland. |                   |                   |                   |      |                                    |                    | |

Uitzonderlijke gebeurtenissen
- 1952 - Eerste landelijke zomerse dag van het jaar gemeten in Eindhoven (maximumtemperatuur ≥ 25 °C op een officieel weerstation)
- 1962 - Eerste officiële zachte dag van het jaar (maximumtemperatuur ≥ 15 °C in De Bilt)
- 1962 - Eerste landelijke zachte dag van het jaar gemeten in De Bilt, Deelen, Eelde, Eindhoven, Gilze-Rijen, Maastricht, Rotterdam, Schiphol, Soesterberg, Twenthe, Valkenburg ZH, Vlissingen en Volkel (maximumtemperatuur ≥ 15 °C op een officieel weerstation)
- 1962 - Eerste officiële warme dag van het jaar (maximumtemperatuur ≥ 20 °C in De Bilt)
- 1962 - Eerste landelijke warme dag van het jaar gemeten in De Bilt, Eindhoven, Gilze-Rijen, Rotterdam en Soesterberg (maximumtemperatuur ≥ 20 °C op een officieel weerstation)
- 1975 - Eerste officiële zachte dag van het jaar (maximumtemperatuur ≥ 15 °C in De Bilt)
- 1976 - Eerste landelijke warme dag van het jaar gemeten in Volkel (maximumtemperatuur ≥ 20 °C op een officieel weerstation)
- 1983 - Eerste landelijke warme dag van het jaar gemeten in Deelen, Eelde, Eindhoven, Gilze-Rijen, Maastricht, Twenthe en Volkel (maximumtemperatuur ≥ 20 °C op een officieel weerstation)
- 1987 - Eerste officiële warme dag van het jaar (maximumtemperatuur ≥ 20 °C in De Bilt)
- 1987 - Eerste landelijke warme dag van het jaar gemeten in Cabauw, De Bilt, De Kooy, Deelen, Eindhoven, Gilze-Rijen, Maastricht, Rotterdam, Schiphol, Soesterberg, Valkenburg ZH en Volkel (maximumtemperatuur ≥ 20 °C op een officieel weerstation)
- 1988 - Eerste officiële warme dag van het jaar (maximumtemperatuur ≥ 20 °C in De Bilt)

### België
Dagrecords
- 1884 - Laagste etmaalgemiddelde temperatuur 1,7 °C
- 1949 - Hoogste etmaalgemiddelde temperatuur 19,7 °C
- 1938 - Laagste minimumtemperatuur −3,8 °C[5]
- 1949 - Hoogste maximumtemperatuur 27,2 °C
- 1916 - Hoogste etmaalsom van de neerslag 22,2 mm

Uitzonderlijke gebeurtenissen
- 1971 - De droogte, die sedert begin maart aanhoudt, veroorzaakt bosbranden in Limburg.

<< · 1 · 2 · 3 · 4 · 5 · 6 · 7 · 8 · 9 · 10 · 11 · 12 · 13 · 14 · 15 · 16 · 17 · 18 · 19 · 20 · 21 · 22 · 23 · 24 · 25 · 26 · 27 · 28 · 29 · 30 · >>